# Mémorial Alan Turing

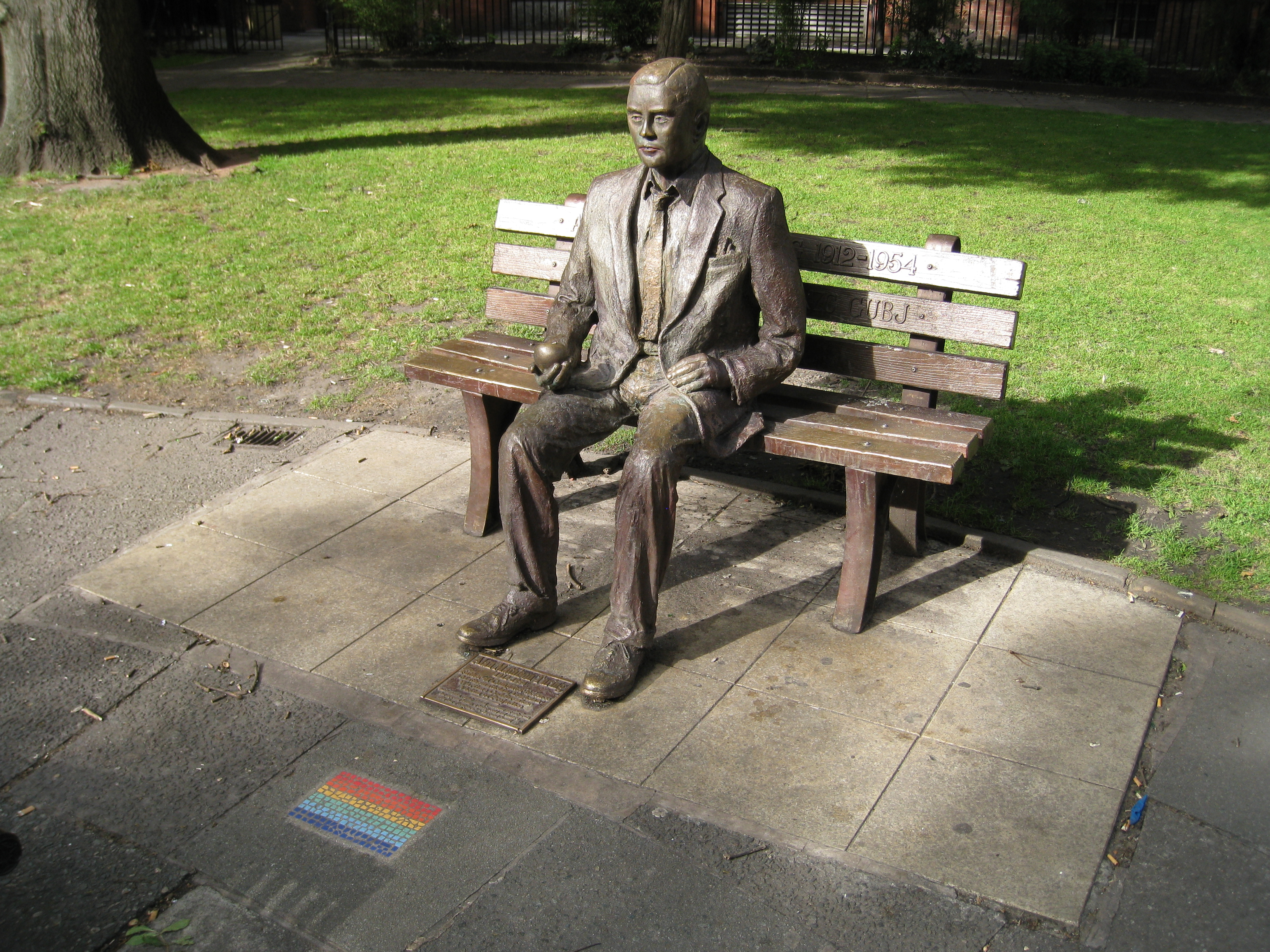
Mémorial Alan Turing.

Le Mémorial Alan Turing (en anglais : Alan Turing Memorial), créé à la mémoire du mathématicien, cryptologue et pionnier de l'informatique moderne Alan Turing, est situé dans Sackville Park à Manchester, en Angleterre.
Turing est soupçonné de s'être suicidé en 1954, deux ans après avoir été reconnu coupable d'homosexualité. En tant que tel, il est autant une icône gay qu'une icône de l'informatique, ce n'est donc pas hasard que ce mémorial soit situé près de Canal Street, le quartier gay de Manchester, et de l'université de Manchester.
Conçu par Richard Humphry, le mémorial est une sculpture d'Alan Turing assis sur un banc et tenant une pomme. Sur la plaque au sol est inscrit « Father of computer science, mathematician, logician, wartime codebreaker, victim of prejudice », suivi d’une célèbre citation de Bertrand Russell sur la beauté mathématique : « Mathematics, rightly viewed, possesses not only truth but supreme beauty, a beauty cold and austere like that of sculpture ». Il est dévoilé le 23 juin 2001, pour l'anniversaire de Turing.

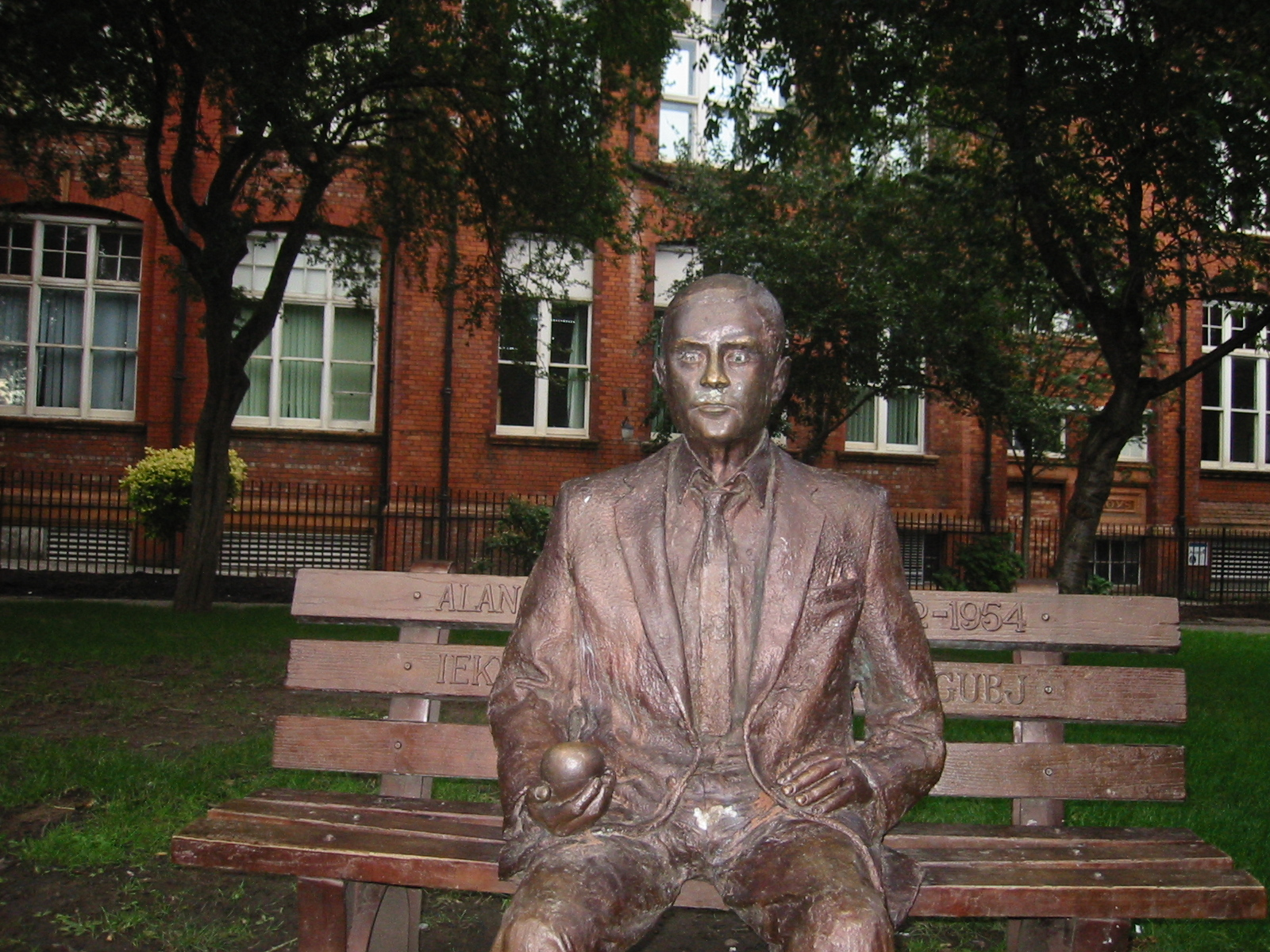
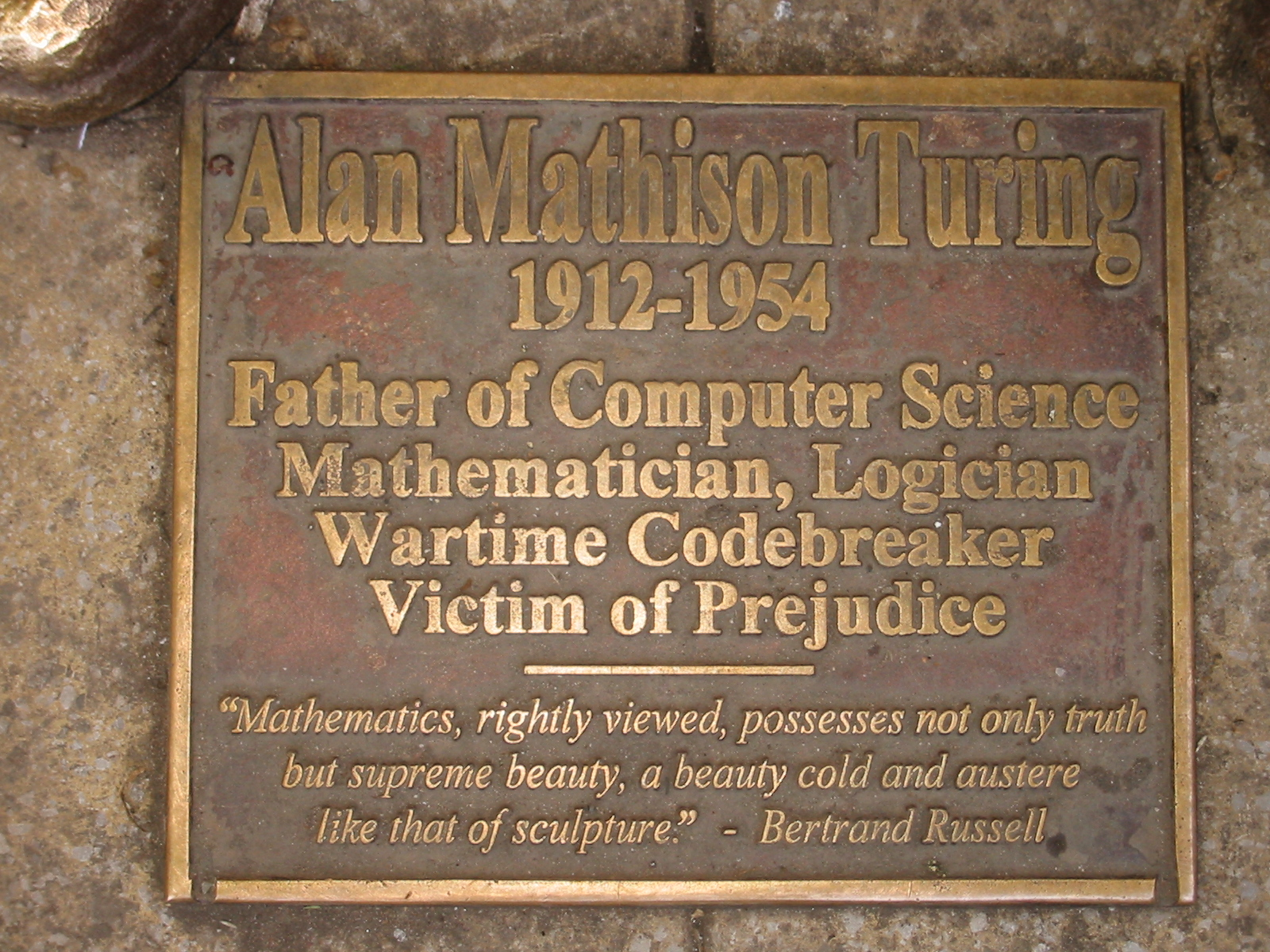